# Chinedu Oriala
Chinedu Oriala (né le 17 novembre 1981) est un athlète nigérian. Il mesure 1,68 m pour 69 kg. Son club est le Sokoto.

## Meilleures performances
- 60 m en salle : 6 s 64 	 3. Paris	23 février 2007
- 100 m : 10 s 21 	 -0.6 	1h1 Nuremberg	30 Jul 2006
- 200 m : 20 s 87 	 0.1 	3 NC Abuja	11 février 2006

## Palmarès

### Championnats du monde d'athlétisme
- Championnats du monde d'athlétisme de 2007 à Osaka ( Japon)
  - abandon en finale du relais 4 × 100 m
- vainqueur du relais 4 × 100 m aux Jeux africains d'Alger 2007